# 箱根町港

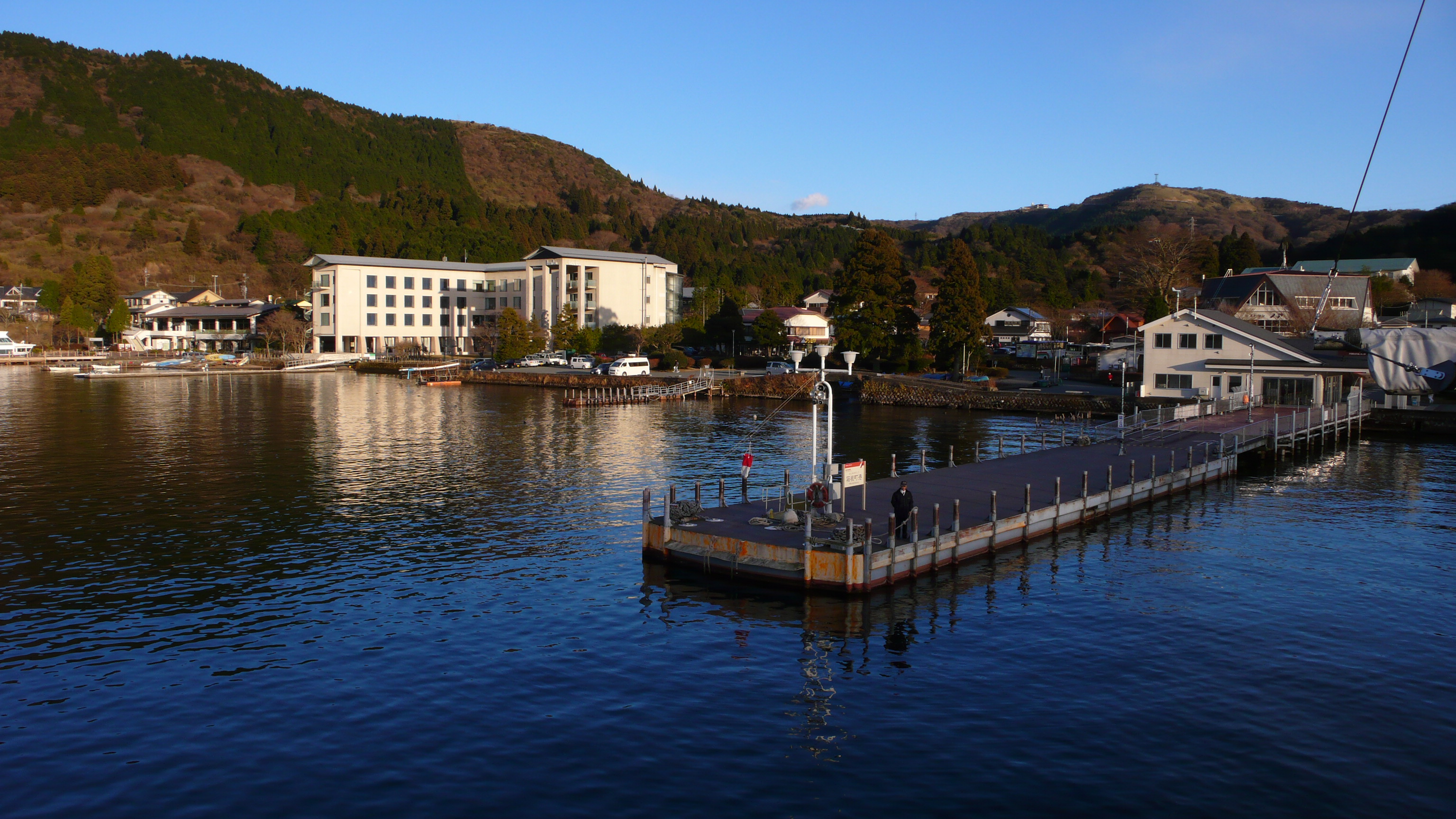
桟橋（2009年1月）

箱根町港（はこねまちこう）は、神奈川県箱根町箱根にある芦ノ湖の港。
小田急箱根の運航する箱根海賊船が発着しており、OH 66の駅ナンバリングが設定されている。箱根海賊船の停泊拠点であるため、一部便は当港始発・終着で運航される。

## 港周辺
- 箱根関所
- 恩賜箱根公園
- 芦ノ湖遊覧船・箱根関所跡港
- 箱根駅伝折り返し地点（往路ゴール[注釈 1]・復路スタート[注釈 2]）
- 箱根駅伝ミュージアム

## 路線バス
港に併設して箱根登山バス・東海バスの「箱根町港」バスのりば（停留所番号：OH66）がある。のりばには箱根登山バスの箱根町案内所があり、バス乗車券や小田急電鉄が発売する箱根フリーパスを販売している。
1番のりば
- [H] 箱根町線：元箱根港・小涌園・宮ノ下経由 箱根湯本駅・小田原駅（箱根登山バス）
- [R] 急行 箱根新道線・[N65]三島線・[N66] 特急 三島線：元箱根港（箱根登山バス・東海バス）

2番のりば
- [R] 急行 箱根新道線：箱根新道経由 箱根湯本駅・小田原駅（箱根登山バス）

3番のりば
- [N65]三島線・[N66] 特急 三島線：箱根峠経由 三島駅（東海バス）
- 大観山線：大観山経由 湯河原駅（箱根登山バス） ※毎年1月2日のみ運行

また、港付近の国道1号上に伊豆箱根バスの「箱根町」バス停留所（停留所番号：157）がある。
箱根新道・箱根峠方面
- [P] 急行 バイパス線：箱根新道（・箱根湯本駅）経由 小田原駅
- [AT] 熱海・箱根線：箱根峠・十国峠登り口経由 熱海駅
- 湯河原・箱根線：箱根峠・湯河原パークウェイ経由 湯河原駅

元箱根方面
- [P] 急行 バイパス線・[AT] 熱海・箱根線・湯河原・箱根線： 元箱根・箱根園
- [Z] 箱根・関所線：元箱根・小涌園・宮ノ下・箱根湯本駅経由 小田原駅

## 隣の港
小田急箱根
 箱根海賊船
桃源台港 (OH 65) → 箱根町港 (OH 66) → 元箱根港 (OH 67)
- 一部の便は逆の経路で運航（「箱根海賊船#航路」を参照）。